# ディーン・ニューコム
ディーン・ニューコム（Dean Trevor Newcombe, 1984年4月26日- ）は、イギリス・ノッティンガム出身のモデル、俳優。身長188cm。自身で非営利団体であるIMA(Intrepid Model Adventures) の設立を初め、エシカルライフ等の啓発活動でも知られる。他にも、キャスティング、執筆活動、NHKワールドTVのプレゼンターなど活躍の場は広い。主な作品に『飛べ!ダコタ』などがある。 

## 概略
世界各国の雑誌、CM、パリコレ等のファッションショーを中心に活躍。
モデルのキャリアをスタートし、2011年から2015年現在までは主に日本を拠点にモデル、俳優など様々な芸能活動を行っている。
出身地イギリスで2005年よりモデルとしてのキャリアを活動し、その後世界中でモデルのほかに俳優やプレゼンターなどマルチな才能を発揮して幅広く芸能活動を行ってきた。特にニュージーランド時代には ”ショートランド・ストリート（Shortland Street）” のレギュラーを務めるなど、華やかに活躍した。
東日本大震災の際、ボランティアのために2011年4月に来日したことをきっかけに、その時から現在まで日本を拠点にモデル、俳優を務める。
日本におけるモデル活動では、雑誌、CM、ファッションショーなどのキャリアを築いている。
俳優業では、主な作品として映画『飛べ!ダコタ』のメインキャストを始め 、数々の作品へ出演。また、『I AM MODEL』映画シリーズの共同脚本、制作も手がけ、自身も出演している。
NHKワールドTVのドキュメンタリー番組では3エピソード連続でプレゼンターを務めるなど、メディアでの活躍の場は広い。
2011年１月に、非営利団体である"Intrepid Model Adventures (通称 IMA)"を設立。ファッションモデルに留まらず、より良い社会のために自らがアクションを取ることで、健康やウェルビーングを目指した生き方のモデルとしても活躍する。
IMA活動の一環として"Beautiful Energy"を立ち上げ、再生可能エネルギーの繁栄する世界を目標としたピースキャンドル運動なども行う。
他にも、環境や暮らしに関する啓発活動の場は多い。
衣料労働者の環境に配慮した真のファッションと追求する『Fashion Revolution Day Japan（ファッションレボリューションデイ）』の役員メンバー、『ピープル・ツリー』キャンペーンの2014年アンバサダー、また、動物の権利と保護を啓発する組織『AID-Animals In the Dark』のアンバサダーにも選ばれている 。
最近の活動として、
バングラデシュの過酷な衣料労働環境の認知を広めるためのチャリティープロジェクト『Walk4Work （2014年12月—2015年1月）』の大使を務め、
東北の現状を伝えるためのプロジェクト『Tokyo 2 Tohoku(2015年2月26日—3月11日)』では、東京から福島まで400km以上の道のりを完走している。

## 生い立ち

### 誕生〜バックパッカーの暮らし
1984年4月26日にイギリスノッティンガムにて、2人兄妹の長男として生まれる。エンジニアであった父の影響で、16歳の時からエンジニアとして働き始めた。21歳の時にスカウトをきっかけにモデルとしてのキャリアをスタート。
しかしその後モデル活動を休止し、バックパッカーとして世界中を旅することを決意する。ブルガリア国から始まり全部で40カ国以上での暮らしを経験する 。
ニュージーランドでバックパッカーとして滞在期間中、生活費が尽きた彼は、現地のオーディションへ飛び込み参加。すると優勝を勝ち取り、現地でプロフェッショナルのモデルとしてのキャリアを再開することとなった。現地の大人気番組“ショートランド・ストリートShortland Street” ではレギュラー出演を始め盛んな芸能活動を遂げ 、約１年の滞在をした。
その後、ハリウッドでのエージェンシーが決まり、LAでモデルとしてのキャリアをスタートさせることが決まった。

## キャリア

### モデルとしての経歴
21歳の時にイギリスでスカウトされ、モデルとしてのキャリアをスタートさせた。その後バックパッカーとして旅立った先ニュージーランドでも、生活費の為に飛び入り参加した現地のモデルオーディションに優勝し、再びモデルとしてのキャリアを開始することとなった。
世界各国のメディアで活躍し、2011年より日本を主な拠点としてキャリアを築く。
雑誌、CM、ファッションショーなど数多くをこなしている。

### 俳優やプレゼンターとしての経歴
ニュージーランドの人気ドラマ”ショートランド・ストリート(Shortland Street)”や数々のショートフィルムに出演し 、来日後も数々の作品に出演している。
日本での主な作品としては、2013年公開映画『飛べ!ダコタ』にてメインキャストであるデイヴィッド少尉役を務めた。その他、数々の映画やショートフィルム等に俳優として出演している。
また、自身が協同で脚本、制作を手がけた『I AM MODEL』映画シリーズでは、自らがアバターとして出演するなど、クリエイターそして俳優としての表現力を発揮している。
NHKワールドTVでは、『Journeys in Japan』シリーズの東北に関するドキュメンタリーを始め、３度のプレゼンターを務めている。同じ人物が数回に渡りプレゼンターを務めることとなるのは珍しい中、日本を紹介するシリーズに出演している。

### チャリティーや啓発活動家としての経歴

#### Intrepid Model Adventure (IMA)での活動
モデルや俳優以外では、自身が設立したIntrepid Model Adventure (IMA)の活動を始め、チャリティーやアンバサダー等の啓発活動を活発に務めている。
世界各国をまたにかけるプロのモデルとして、ファッションモデルに留まるのではなく、より良い世界のために出来る事に自らがチャレンジすることで、人々のウェルビーングや良い環境を目指した生き方のモデルとなる事を理念にIMAを設立したという 。

#### 東日本大震災被災地との関わり
来日するきっかけとなった2011年４月より始まった東日本大震災のボランティアを通して、自身が立ち上げたIMAの活動の結果100万円の寄付金を集めた。このお金は、仮設住宅を余儀なくされた人々の支援に充てられた。
東京でのキャリアがスタートした後も、毎年、自身が立ち上げるプロジェクトやチャリティー活動を通して被災地を訪れ、現地の人々との交流を欠かさない。
フェアトレードの『People Tree(ピープル・ツリー)』の東北ビデオプロジェクト「Japan,One Year After 3.11」では、レポーターを務めている。

## 主な出演作
| 公開年 | 邦題/原題                                                                      | 役名               | 備考                                                                                                |
| ------ | ------------------------------------------------------------------------------ | ------------------ | --------------------------------------------------------------------------------------------------- |
| 2015   | Fredo (短編映画)                                                               | Big Papa           | |
| 2015   | Mtn. (短編映画)                                                                | Aaron              | |
| 2015   | Journeys in Japan (TVシリーズドキュメンタリー)                                 | 本人出演           | Sanriku(三陸): Returning the Emotion                                                                |
| 2014   | Journeys in Japan (TVシリーズドキュメンタリー)                                 | 本人出演           | Outdoor Hokkaido(北海道) Part 2: Into the Wilds of Kushiro (釧路)                                   |
| 2014   | Journeys in Japan (TVシリーズドキュメンタリー)                                 | 本人出演           | Outdoor Hokkaido(北海道) Part 1: Shiretoko(知床) Wildlife Paradise                                  |
| 2014   | The Final Scene (短編映画)                                                     | Christopher        | |
| 2014   | 野火                                                                           | アメリカ人兵士     | |
| 2014   | メタルギアソリッドV:グラウンド・ゼロズ(ビデオゲーム)                           | 兵士               | |
| 2013   | ベネッセ こどもちゃれんじすてっぷEnglish Benesse Step English (ショートビデオ) |                    | |
| 2013   | スッキリウスのひらめき(TVシリーズ)                                             |                    | |
| 2013   | 飛べ!ダコタ                                                                    | ディヴィット少尉   | |
| 2011   | GARO闇を照らす者(TVシリーズ)                                                   | Sam                | |
| 2010   | I Am Model (Video short)                                                       | Model              | |
| 2007   | 死刑台のエレベーター                                                           | バーの外に居る男性 | |
| 2007   | ショートランド・ストリート （Shortland Street） (TVシリーズ)                   | Pete               | - Episode #16.123 (2007) - Episode #16.111 (2007) - Episode #16.106 (2007) - Episode #16.101 (2007) |

### 脚本・監督作品

#### 映画
・I Am Model (短編映画) (2011)

#### キャスティング監督作品
・Love in Tokyo (2015)